# Geography
Geography è il primo album dei Front 242, è sul genere chiamato Aggrotech. 
È considerato come l'album bandiera di Front 242, la band che ha fondato l'EBM.
La prima pubblicazione è stata nel 1982, ripubblicato nel 1992 e nel 2004.

## Tracce
1. Operating Tracks – 3:53
2. With your Cries – 2:59
3. Art and Strategy – 2:15
4. Geography II – 1:10
5. U-Men – 3:16
6. Dialogues – 2:06
7. Least Inkling – 2:27
8. GVDT – 2:56
9. Geography I – 2:29
10. Black White Blue – 4:17
11. Kinetics – 2:16
12. Kampfbereit – 3:26